# Fra ø til ø i Kattegat
Fra ø til ø i Kattegat er en dansk dokumentarfilm fra 1955 med manuskript af Christian Seeberg.

## Handling
Denne artikel mangler et handlingsreferat. Hjælp os med at skrive det.